# 가면 (드라마)
《가면》은 2015년 5월 27일부터 2015년 7월 30일까지 SBS에서 방영된 드라마 스페셜이다.

## 줄거리
실제 인간의 본능을 숨기고 가면을 쓴 채 살아가는 사람들의 이야기를 그린 작품.

## 등장인물

### 주요 인물
- 수애 : 변지숙(29세) 역 (아역 : 이윤정) - 백화점 판매원 / 서은하(27세) 역 (아역 : 최지원) - 민우의 약혼자, 서의원의 딸
- 주지훈 : 최민우(30세) 역 (아역 : 전진서) - SJ그룹 전무이사
- 연정훈 : 민석훈(34세) 역 - 민우의 매형, 미연의 남편
- 유인영 : 최미연(31세) 역 - 민우의 이복누나, 석훈의 아내

### 변지숙 가족들
- 정동환 : 변대성(50대) 역 - 지숙의 아버지
- 양미경 : 강옥순(50대) 역 - 지숙의 어머니
- 이호원 : 변지혁(25세) 역 - 지숙의 동생

### 최민우 가족들
- 전국환 : 최두현(60대) 역 - 민우의 아버지, SJ 그룹 회장
- 박준금 : 송설희(50대) 역 - 민우의 계모, 미연의 친모

### 서은하 가족들
- 박용수 : 서종훈(60대) 역 - 은하의 아버지, 국회의원, 유력한 대선 후보
- 이종남 : 이정선(50대) 역 - 은하의 계모

### 그 외 인물
- 김병옥 : 심봉설(40대) 역 - 사채업자 (사장)
- 박연수 : 명화(24세) 역 - 지숙의 백화점 동료
- 황석정 : 황말자(50대 후반) 역 - 지숙의 백화점 동료
- 박준면 : 여승현(40대) 역 - 지숙의 백화점 상사 (부장)
- 주진모 : 김교수(60대) 역 - 신경정신과 의사, 민우의 주치의
- 김지민 : 김연수(30대) 역 - 민우네 가사 매니저
- 문성호 : 남철(40대) 역 - 민우네 집사
- 조윤우 : 오창수(20대) 역 - 민우의 수행비서
- 성창훈 : 뿔테(30대) 역 - 석훈의 수하
- 김유철 : 덩치1 역 - 심사장의 똘마니
- 신동훈 : 덩치2 역 - 심사장의 똘마니
- 이승형
- 김법래 : 양성기 역
- 박초은 : 영미 역
- 이용직
- 이규섭 : 용역깡패 역
- 오하늬 : 클럽녀 역
- 하시은
- 이원진 : 최민우의 전담 경찰 역
- 이성득 : 변지숙 고등학교동창 역
- 박용
- 박지연
- 유정래

### 특별 출연
- 조한선 : 김정태 역
- 오경수
- 김청
- 오나미
- 나광훈
- 윤희원 : 양준혁 검사 역

## 시청률
아래의 파란색 숫자는 '최저 시청률'이고, 빨간색 숫자는 '최고 시청률'입니다. 시청률조사회사와 지역별로 시청률에 차이가 있을 수 있습니다. 
| 2015년      | 2015년      | 2015년                    | 2015년         | 2015년       | 2015년         | 2015년       |
| 회차        | 방송일      | 부제 (서브 타이틀)        | TNmS 시청률    | TNmS 시청률  | AGB 시청률     | AGB 시청률   |
| 회차        | 방송일      | 부제 (서브 타이틀)        | 대한민국(전국) | 서울(수도권) | 대한민국(전국) | 서울(수도권) |
| ----------- | ----------- | ------------------------- | -------------- | ------------ | -------------- | ------------ |
| 제1회       | 5월 27일    | 300만원의 행복            | 7.5%           | 8.8%         | 7.5%           | 8.0%         |
| 제2회       | 5월 28일    | 기억을 걷는 소년          | 8.5%           | 9.8%         | 9.2%           | 9.5%         |
| 제3회       | 6월 3일     | 최선의 선택, 최악의 선택  | 8.2%           | 10.0%        | 8.6%           | 9.0%         |
| 제4회       | 6월 4일     | 악마가 만든 천국          | 10.3%          | 12.2%        | 10.7%          | 12.1%        |
| 제5회       | 6월 10일    | 가난한 부자               | 9.4%           | 10.9%        | 9.4%           | 10.1%        |
| 제6회       | 6월 11일    | 가족, 그 가슴 아픈 기억   | 10.4%          | 12.6%        | 9.8%           | 10.3%        |
| 제7회       | 6월 17일    | 기대어 울 수 있는 한 가슴 | 10.0%          | 12.0%        | 11.0%          | 12.5%        |
| 제8회       | 6월 18일    | 합리적 망상               | 9.8%           | 12.2%        | 11.8%          | 12.6%        |
| 제9회       | 6월 24일    | 눈부처                    | 9.7%           | 12.6%        | 10.8%          | 11.3%        |
| 제10회      | 6월 25일    | 가면의 얼굴들             | 10.1%          | 12.5%        | 9.7%           | 9.3%         |
| 제11회      | 7월 1일     | 거짓말 게임               | 10.4%          | 12.9%        | 10.1%          | 10.8%        |
| 제12회      | 7월 2일     | 불행한 행복               | 11.1%          | 12.8%        | 11.1%          | 11.6%        |
| 제13회      | 7월 8일     | 청혼과 이혼               | 9.9%           | 12.9%        | 10.8%          | 11.5%        |
| 제14회      | 7월 9일     | 창과 방패                 | 10.2%          | 12.9%        | 11.1%          | 11.4%        |
| 제15회      | 7월 15일    | 표적                      | 10.0%          | 13.4%        | 11.3%          | 11.5%        |
| 제16회      | 7월 16일    | 꼭두각시의 심장           | 11.4%          | 13.8%        | 12.2%          | 12.7%        |
| 제17회      | 7월 22일    | 가족                      | 9.4%           | 12.0%        | 12.4%          | 13.4%        |
| 제18회      | 7월 23일    | 덫                        | 11.2%          | 14.3%        | 12.7%          | 13.3%        |
| 제19회      | 7월 29일    | 빈자리                    | 10.7%          | 13.6%        | 11.5%          | 12.2%        |
| 제20회      | 7월 30일    | 우리집 (최종회)           | 12.6%          | 16.5%        | 13.6%          | 14.2%        |
| 평균 시청률 | 평균 시청률 | 평균 시청률               | 10.1%          | 12.4%        | 10.8%          | 11.4%        |

## 수상 경력
- 2015년 SBS 연기대상 10대 스타상 / 중편드라마 부문 남자 우수연기상 주지훈
- 2015년 SBS 연기대상 중편드라마 부문 여자 특별연기상 유인영
- 2015년 그리메상 최우수 남자연기자상 연정훈
- 2015년 그리메상 최우수 여자연기자상 수애
- 2015년 그리메상 최우수 작품상(드라마 부문)

## 동시간대 드라마
KBS 수목드라마
- 《복면검사》 (2015년 5월 20일 ~ 2015년 7월 9일)
- 《어셈블리》 (2015년 7월 15일 ~ 2015년 9월 17일)

MBC 수목드라마
- 《맨도롱 또똣》 (2015년 5월 13일 ~ 2015년 7월 2일)
- 《밤을 걷는 선비》 (2015년 7월 8일 ~ 2015년 9월 10일)